# Rohrer Giessen
Der Rohrer Giessen ist ein Fliessgewässer von 2 Kilometer Länge in der Auenlandschaft an der Aare im Ortsteil Rohr der Stadt Aarau im Schweizer Kanton Aargau.

## Verlauf
Auf der Ebene des Aaretals unterhalb des Dorfes Rohr treten aus dem mehr als 30 Meter mächtigen Grundwasserspeicher im Kiesuntergrund mehrere Quellbäche mit klarem Wasser an die Oberfläche, die wie in anderen Auenlandschaften als Giessen bezeichnet werden.
Der Rohrer Giessen entspringt westlich des Dorfs Rohr unterhalb der Anhöhe Rosshübel neben dem Quellhölzli, das zwischen dem Tal der Suhre und dem Auengebiet der Aare liegt. Der Bach fliesst zunächst in östlicher Richtung in einem Gehölzstreifen und danach am Waldrand der Hangkante entlang, welche die Aare vor Jahrhunderten als Prallhang aus der Hochterrasse abgegraben hatte, bevor sie ihr Flussbett wohl wegen des anwachsenden Schuttfächers der Suhre nach Norden verlegte. Vor zwei weiteren runden Einbuchtungen des Hangs, die von der Erosionskraft anderer Aareschlingen in der Flussgeschichte zeugen, fliesst der Rohrer Giessen in nordöstlicher Richtung auf die Ebene hinaus. Unter dem zweiten Abschnitt der Landschaftsstufe entspringt der Brunnbach, der dem Hangfuss folgt und in der Landwirtschaftsflur Rohrer Schachen in den Rohrer Giessen mündet. Dieser verschwindet kurz danach bei der Siedlung Rothaus in einem etwa 80 Meter langen Rohr und strömt bei dessen Ende in den Giessen, den Hauptbach dieser Auenregion. Der Giessen floss bis im frühen 20. Jahrhundert an der Gemeindegrenze von Rohr in die Aare und ist seit dem Bau des Kraftwerks Rupperswil-Auenstein in den Steinerkanal, den alten Betriebskanal der ehemaligen Spinnerei Steiner bei Rupperswil, eingeleitet, mit dem sie bei Wildegg in die Aare mündet.
Bei der Flur Wüerli, die ihren Namen wohl von einem kleinen Absperrbauwerk am Rohrer Giessen hat, zweigt von diesem gegen links der Baumanngiessen ab, der in der Nähe der Aare den Hauptgiessen erreicht. Seit 1901 befinden sich am Rohrer Giessen die Zuchtbecken der Biofischzucht Nadler AG.
Zwischen dem Rohrer Giessen und dem Aarelauf entspringen im teilweise bewaldeten, feuchten Areal des Oberen Schachens von Rohr noch drei andere Quellgewässer, der Bibersteiner Giessen, der Morchlegiessen und der Entwässerungskanal neben dem Hochwasserschutzdamm, der beim Bau des Kraftwerks Rupperswil-Auenstein als seitliche Begrenzung des Oberwasserkanals aufgeführt worden ist. Dieser Kanal bildet heute den Oberlauf des Giessens. Das Netz der Fliessgewässer an der Aare bei Rohr ist auch nach dem Entwässerungsprogramm und der landwirtschaftlichen Melioration um 1940 als eines der wenigen guten Beispiele der ehemaligen wasserreichen Auen im Aargau übrig geblieben. Das Gebiet gehört teilweise zum Auenschutzpark Aargau.

## Biberpopulation
In der jüngsten Zeit hat sich in der Rohrer Auenlandschaft wieder eine Biberpopulation angesiedelt, deren Dammbauten in den verzweigten Bächen einerseits die biologische Vielfalt erhöhen und andererseits die Arbeiten der Landwirtschaftsbetriebe im Rohrer Schachen erschweren.

## Bilder

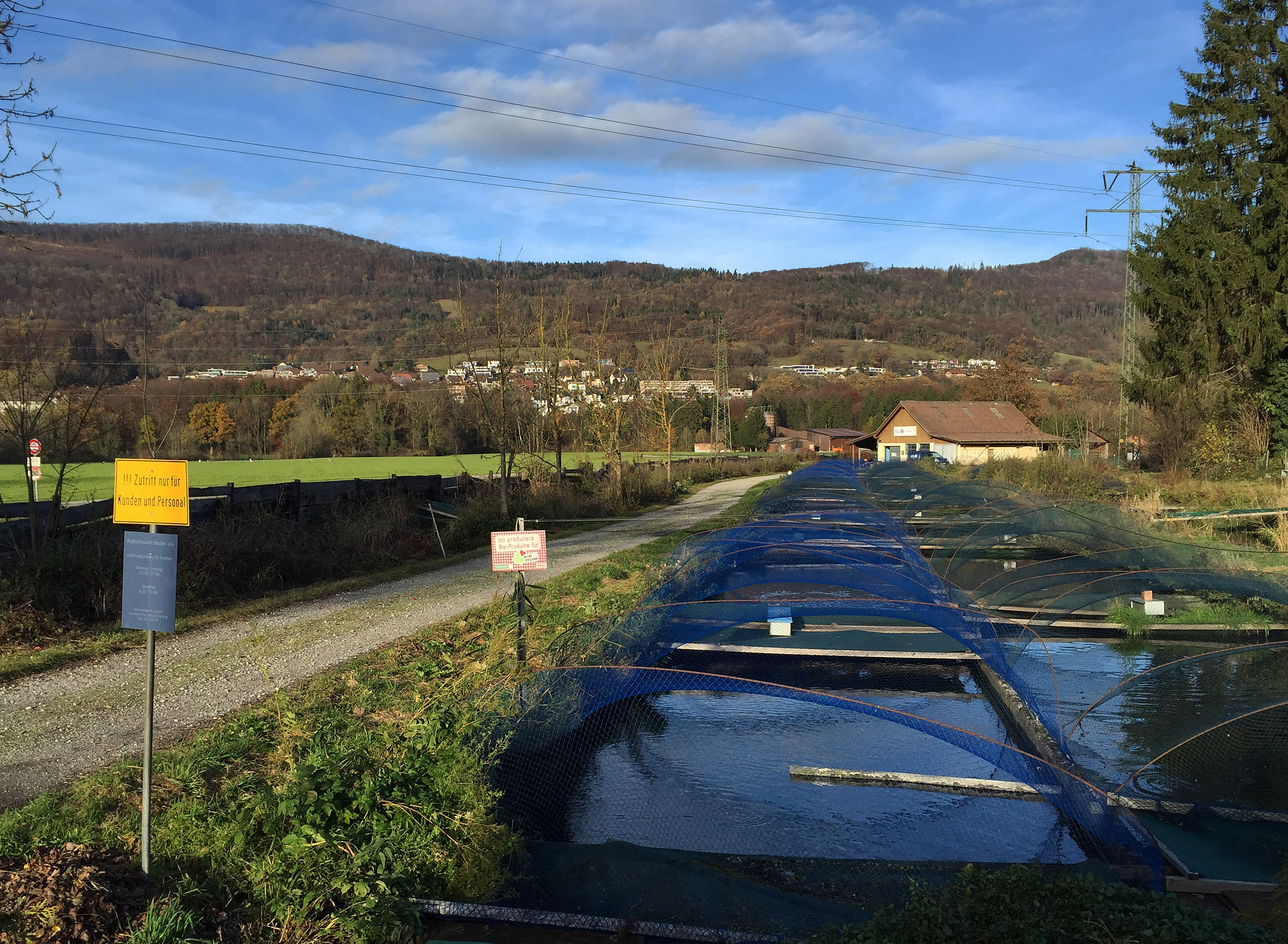
Fischzucht am Rohrer Giessen
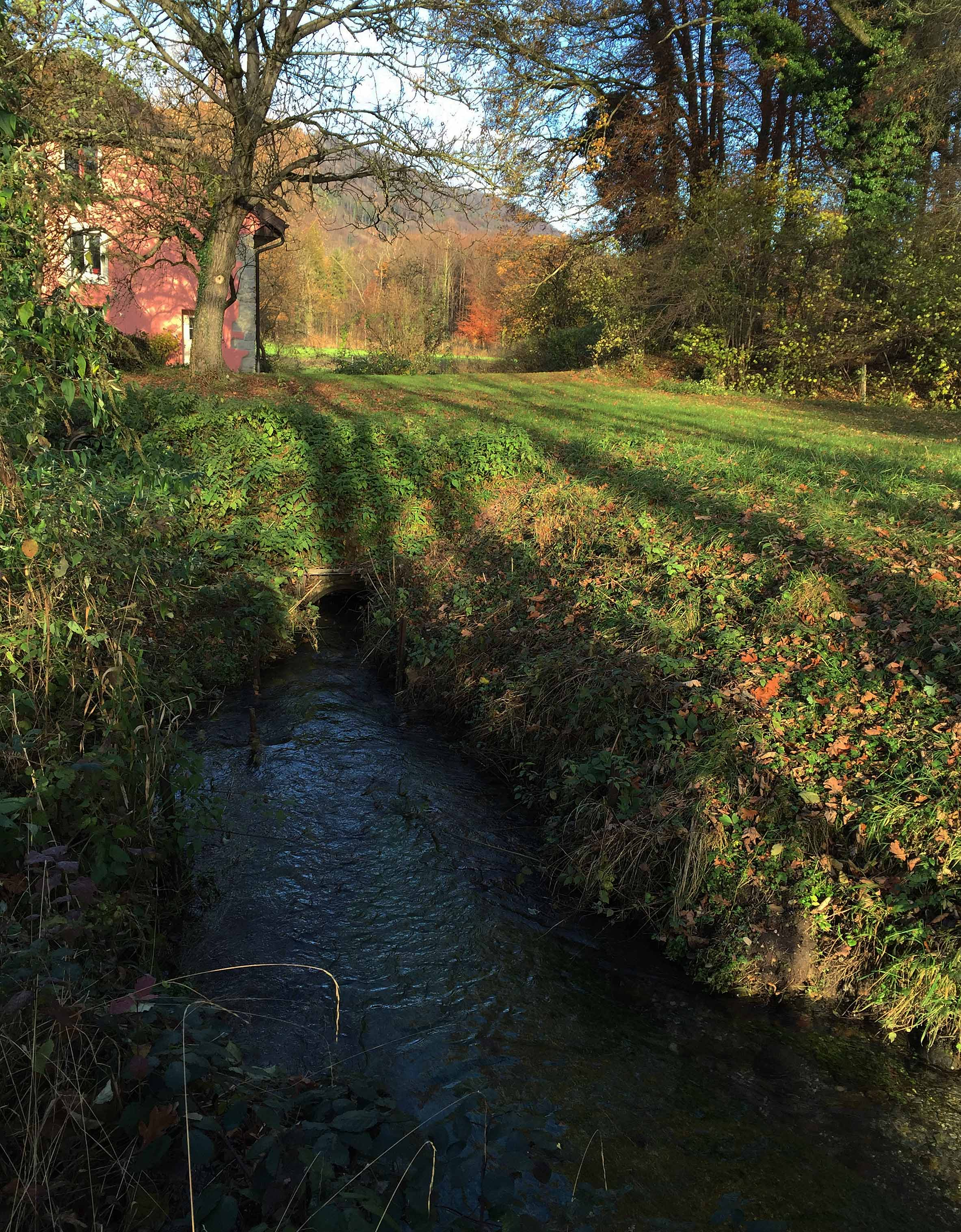
Betonrohr am Ende des Bachlaufs